# Riedelia ferruginea
Riedelia ferruginea là một loài thực vật có hoa trong họ Gừng. Loài này được Theodoric Valeton miêu tả khoa học đầu tiên năm 1914.

## Phân bố
Loài này được tìm thấy trong rừng gần Siu, đông bắc Papua New Guinea. Mẫu vật điển hình: F.R.R. Schlechter 19224 do Rudolf Schlechter thu thập tại Morobe, gần Siu ngày 12 tháng 4 năm 1909.

## Lưu ý
Riedelia ferruginea Ridl., 1916 là đồng nghĩa của Riedelia brunneopilosa có ở tỉnh Papua, Indonesia.